# Patrick Fiori
Patrick Fiori, właśc. Patrick Jean-François Chouchayan (ur. 23 września 1969 w Marsylii) – francuski piosenkarz i aktor musicalowy.

## Życiorys
Urodził się w Marsylii, jest synem Ormianina Jacques'a Chouchayana i Korsykanki Marie Antoinette Fiori.
Gdy miał 12 lat, wystąpił w musicalu Legenda figurek świętych (La Légende des santonniers). W wieku 16 lat nagrał debiutancki singiel „Stéphanie”. W 1993 zajął czwarte miejsce w finale 38. Konkursu Piosenki Eurowizji, reprezentując Francję z utworem „Mama Corsica”. W 1994 wydał pierwszy album studyjny pt. Puisque c’est l’heure.
W latach 1997–2000 grał kapitana Phoebusa w musicalu Notre Dame de Paris, wspólnie z Garou i Danielem Lavoie odniósł sukces z piosenką „Belle”. Następnie podpisał kontrakt z wytwórnią Sony, pod której szyldem wydał kolejne albumy studyjne: Prends moi (1999), Chrysalide (2000) i Si on chantait plus fort (2005). Z singlem „4 mots sur un piano” przez dwa tygodnie zajmował pierwsze miejsce na francuskich listach przebojów.

## Życie prywatne
W latach 1998–2000 był związany z Larą Fabian, a następnie z Julie Zenatti. W 2007 związał się z Ariane Quatrefages, 3. Wicemiss Francji 2000, którą poślubił w czerwcu 2008. Mają dwoje dzieci, syna Sevana (ur. 2009) i drugie, urodzone w 2014.

## Dyskografia

### Albumy studyjne
| Rok  | Tytuł                    | Pozycja na liście | Pozycja na liście | Pozycja na liście | Pozycja na liście            | Certyfikat                        |
| Rok  | Tytuł                    | FR                | BE (Fl)           | BE (Wa)           | Swiss Hitparade (Szwajcaria) | Certyfikat                        |
| ---- | ------------------------ | ----------------- | ----------------- | ----------------- | ---------------------------- | --------------------------------- |
| 1994 | Puisque c'est l'heure    | –                 | –                 | –                 | –                            |                                   |
| 1995 | Le cœur à l'envers       | –                 | –                 | –                 | –                            |                                   |
| 1998 | Prends-moi               | 17                | –                 | 14                | –                            | Francja: 2x złota płyta (200,000) |
| 2000 | Chrysalide               | 11                | –                 | 8                 | 47                           | Francja: złota płyta(100,000)     |
| 2002 | Patrick Fiori            | 6                 | –                 | 8                 | 37                           | Francja: 2x złota płyta (200,000) |
| 2005 | Si on chantait plus fort | 4                 | –                 | 14                | 59                           | Francja: złota płyta (100,000)    |
| 2008 | Les choses de la vie     | 7                 | –                 | 7                 | –                            | Francja: złota płyta              |
| 2010 | L'instinct masculin      | 3                 | –                 | 5                 | 56                           | Francja: platynowa płyta          |
| 2014 | Choisir                  | 2                 | 112               | 4                 | 26                           | Francja: złota płyta              |
| 2017 | Promesse                 | 7                 | –                 | 6                 | 19                           | Francja: złota płyta              |
| 2020 | Un air de famille        |                   |                   |                   |                              |                                   |

### Albumy kompilacyjne
| Rok  | Album  | FR | BE (Wa) | Swiss Hitparade (Szwajcaria) | Sales                |
| ---- | ------ | -- | ------- | ---------------------------- | -------------------- |
| 2007 | 4 Mots | –  | 11      | 69                           | Francja: złota płyta |

### Albumy koncertowe
| Rok  | Tytuł                                           | FR | BE (Wa) | Swiss Hitparade (Szwajcaria) |
| ---- | ----------------------------------------------- | -- | ------- | ---------------------------- |
| 2011 | L'instinct masculin - Live au Dôme de Marseille | 24 | 12      | -                            |

### Single
| Rok  | Tytuł                                                          | FR  | BE (Wa) | Swiss Hitparade (Szwajcaria) | SNEP                       | Album                    |
| ---- | -------------------------------------------------------------- | --- | ------- | ---------------------------- | -------------------------- | ------------------------ |
| 1987 | „Stephanie”                                                    | -   | -       | -                            |                            | -                        |
| 1989 | „Le coeur a fleur d'amour”                                     | -   | -       | -                            |                            | -                        |
| 1993 | „Mama Corsica”                                                 | 40  | -       | -                            |                            | Puisque c'est l'heure    |
| 1994 | „Une goutte d'eau”                                             | -   | -       | -                            |                            | Puisque c'est l'heure    |
| 1998 | „Belle” (Daniel Lavoie i Garou)                                | 1   | 1       | -                            | diamentowa płyta (750,000) | Notre dame de Paris      |
| 1998 | „Prends-moi”                                                   | -   | -       | -                            |                            | Prends-moi               |
| 1998 | „Elle est”                                                     | 9   | 12      | -                            | srebrna płyta (125,000)    | Prends-moi               |
| 1999 | „J'en ai mis du temps”                                         | 38  | -       | -                            |                            | Prends-moi               |
| 1999 | „Terra umana”                                                  | 48  | -       | -                            |                            | Chrysalide               |
| 2000 | „Que tu reviennes”                                             | 13  | 10      | -                            |                            | Chrysalide               |
| 2000 | „Juste une raison encore”                                      | 45  | 13      | -                            |                            | Chrysalide               |
| 2002 | „Marseille”                                                    | -   | -       | -                            |                            | Patrick Fiori            |
| 2003 | „Je sais où aller”                                             | 13  | 2A      | 86                           |                            | Patrick Fiori            |
| 2003 | „Sans bruit”                                                   | -   | -       | -                            |                            | Patrick Fiori            |
| 2005 | „Il parait”                                                    | -   | -       | -                            |                            | Si on chantait plus fort |
| 2005 | „Je ne serai jamais”                                           | -   | -       | -                            |                            | Si on chantait plus fort |
| 2005 | „Toutes les peines”                                            | 11  | 2A      | 37                           |                            | Si on chantait plus fort |
| 2007 | „4 mots sur un piano” (Jean-Jacques Goldman i Christine Ricol) | 1   | 7       | 40                           | srebrna płyta (175,000)    | Si on chantait plus fort |
| 2007 | „Yoenai”                                                       | -   | 16A     | -                            |                            | Si on chantait plus fort |
| 2008 | „Liberta”                                                      | -   | 16A     | -                            |                            | Les choses de la vie     |
| 2009 | „Merci”                                                        | -   | 9A      | -                            |                            | Les choses de la vie     |
| 2010 | „Peut-être que peut-être”                                      | -   | 14      | -                            |                            | l'Instinct Masculin      |
| 2011 | „Je viendrai te chercher (Johnny Hallyday)”                    | -   | 17A     | -                            |                            | l'Instinct Masculin      |
| 2011 | „L'instinct masculin”                                          | -   | 14A     | -                            |                            | l'Instinct Masculin      |
| 2011 | „À la vie!”                                                    | -   | 23A     | -                            |                            | l'Instinct Masculin      |
| 2011 | „L'écho des dimanches” (Zucchero)                              | -   | 23A     | -                            |                            | -                        |
| 2012 | „L'envie d'aimer” (Julien Clerc, Catherine Lara i Liane Foly)  | 114 | -       | -                            |                            | -                        |
| 2012 | „All By Myself”                                                | 140 | -       | -                            |                            | -                        |
| 2013 | „Pachamama (la terre mere)” (Anne Etchegoyen i Chœur Aizkoa)   | -   | -       | -                            |                            | Les voix basques         |
| 2014 | „Elles”                                                        | 59  | 49      | -                            |                            | Choisir                  |
| 2014 | „J'espère que tu vas bien” (Tommy)                             | -   | 8A      | -                            |                            |                          |
| 2015 | „Corsica” (Patrick Bruel)                                      | 27  | 43      | -                            |                            |                          |